# String (lingerie)
Pour les articles homonymes, voir String.
Le string (en anglais thong ou G-string, pour cordon ou ficelle) est un type de sous-vêtement (ou de maillot de bain) destiné à cacher le mont du pubis et la vulve ou le pénis et les testicules tout en laissant les fesses entièrement découvertes.
Il est souvent réduit au strict minimum ce qui lui vaut alors la particularité d’être discret sous certains vêtements.

## Description
C'est un sous-vêtement constitué de deux pièces de tissu, de cuir, de vinyle ou de latex.
C'est également un vêtement donné aux clients des masseurs-kinésithérapeutes et esthéticiennes lors de leurs traitements. Il est alors en textile non tissé (polypropylène) et son faible coût en fait un produit jetable.
La première pièce est un triangle recouvrant le mont de pubis et se prolongeant en une fine bande (souvent réduite à une ficelle) passant entre les fesses. Elle est reliée par ses deux extrémités à la seconde pièce, elle aussi plus ou moins fine, qui entoure les hanches.
Lorsque le string s'applique au maillot de bain (string de bain), il se nomme microkini.

### Variantes dérivées du string
Lorsque la ficelle à l’arrière est fine, c'est un string ficelle.
Lorsqu’elle est un peu plus large et qu’elle est agrémentée d’une petite pièce supplémentaire (en général un triangle) ne recouvrant pas la fesse, c'est un string (ou tanguita).
Si cette pièce vient à recouvrir une partie de la fesse, c'est un tanga.
Le tanga peut être confondu avec le slip brésilien, qui offre quant à lui une symétrie entre les pièces avant et arrière. Le slip brésilien recouvre davantage les fesses qu’un tanga, il ressemble plus à une culotte.
Suivant les modèles, le string est plus ou moins échancré sur le haut des cuisses et le pubis, et la bande cerclant les hanches peut être de largeur variable. Lorsque la bande est large et descend relativement bas sur les fesses, on parle de shorty string, le shorty étant une sorte de mini-short. De même, il existe le body-string, qui est un body dont la partie passant entre les fesses est faite à la manière d'un string.
Toujours dans un souci de réduction au strict nécessaire sont apparus les mini-string ou micro-string, qui ne recouvrent que les parties génitales. Le micro-string est plus fin que le pubis, et est droit et non triangulaire (il ne s'élargit pas vers le haut). Il y a des strings voiles, permettant de voir partiellement à travers mais aussi des strings ouverts, laissant voir le milieu du pubis. Il existe également le string papillon, dont la pièce placée au niveau du pubis ressemble à deux ailes de papillon déployées, et fait le tour du pubis sans le recouvrir, laissant le milieu visible.
Le C-string pour sa part est une coque rigide cachant le pubis et passant entre les fesses, tenant sans ficelle.

## Origines et histoire du string
Le string existait probablement avant la culotte. En effet, son origine remonte très loin dans l'histoire. De nombreux peuples primitifs ont porté (et pour certains portent encore) pendant des siècles ce qui pourrait être considéré comme l'ancêtre du string. Ce vêtement était certes de conception très rudimentaire : une simple bande de tissu dans l'entrejambe reliée à un lien autour de la taille. On rapporte également qu'il fut porté dans des versions un peu plus sophistiquées par des générations entières de danseuses exotiques.
Cependant, le string ne connaît ses premiers succès modernes que dans les années 1970, et uniquement pour des raisons esthétiques : résoudre le problème de la marque de la culotte visible sous les pantalons serrés que présentaient les mannequins lors des défilés de mode, même si quelques femmes décomplexées et autres stripteaseuses n'hésitaient pas à les porter et les exhiber.
Très rapidement, les femmes d'Amérique du Sud, en particulier les Brésiliennes (d'où le « slip brésilien »), vont faire preuve d'un véritable engouement pour ce sous-vêtement, notamment en tant que maillot de bain (on parle alors de « maillot de bain brésilien »).
À partir de 1975, le string fait ses premières apparitions discrètes dans les collections de lingerie française.
C'est durant les années 1980 que le style va le plus évoluer, donnant naissance à de nombreuses variantes, dont les tangas, mais sans pour autant parvenir à détrôner les slips et autres culottes.
Il faut attendre les années 1990 pour que le string rencontre une certaine notoriété, et qu'il entre doucement dans les mœurs.
Dans les années 2000, malgré une réputation connotée sexuellement, il devient un objet de mode commun (surtout chez les jeunes femmes et les adolescentes qui aiment le faire dépasser du pantalon), au point qu'il représentait une partie importante du volume de ventes des sous-vêtements féminins.
Cependant depuis les années 2010 les ventes de string ont chuté au profit du tanga ou de la culotte haute jugés plus confortables,.

## Galerie

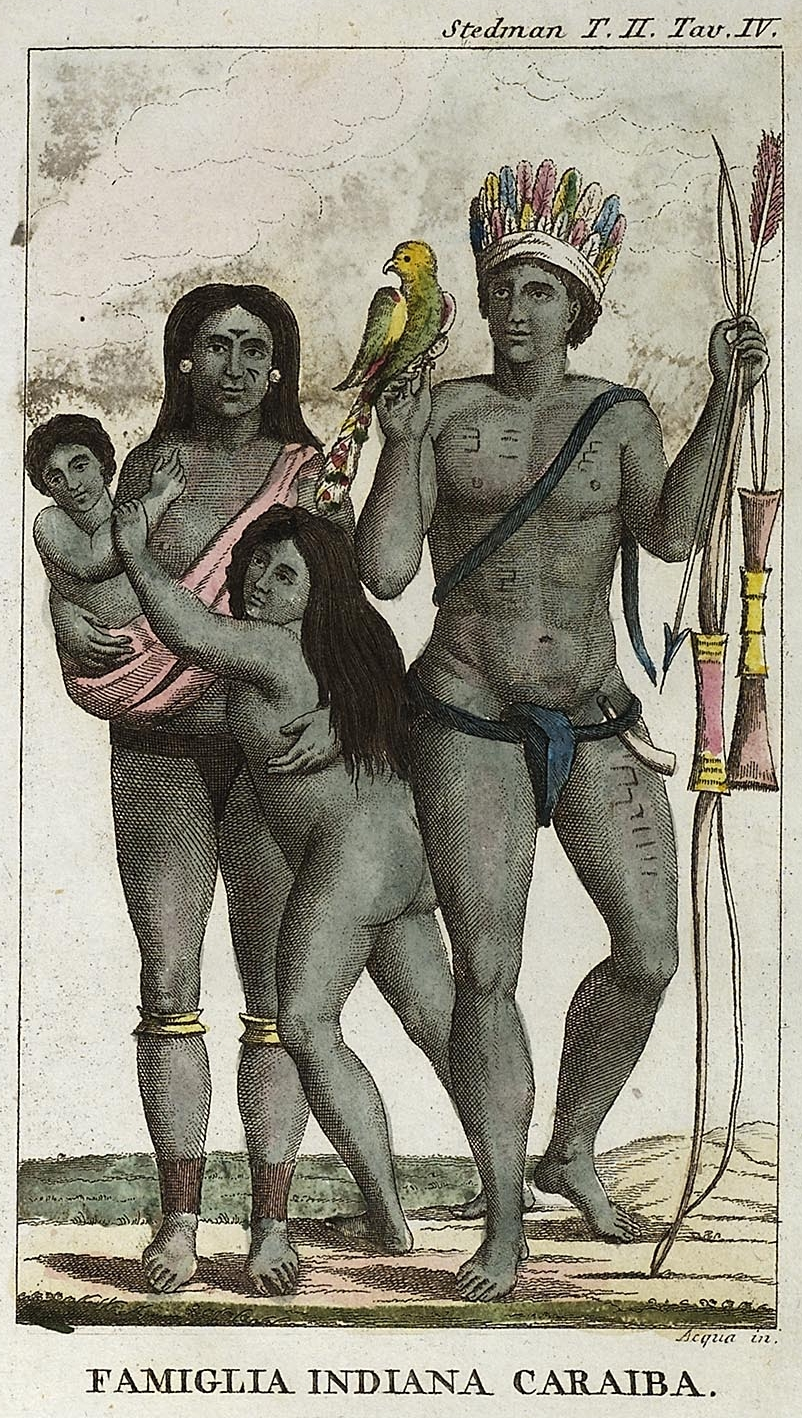
Famille caraïbe, gravure d'après John Gabriel Stedman, début du XIXe siècle.
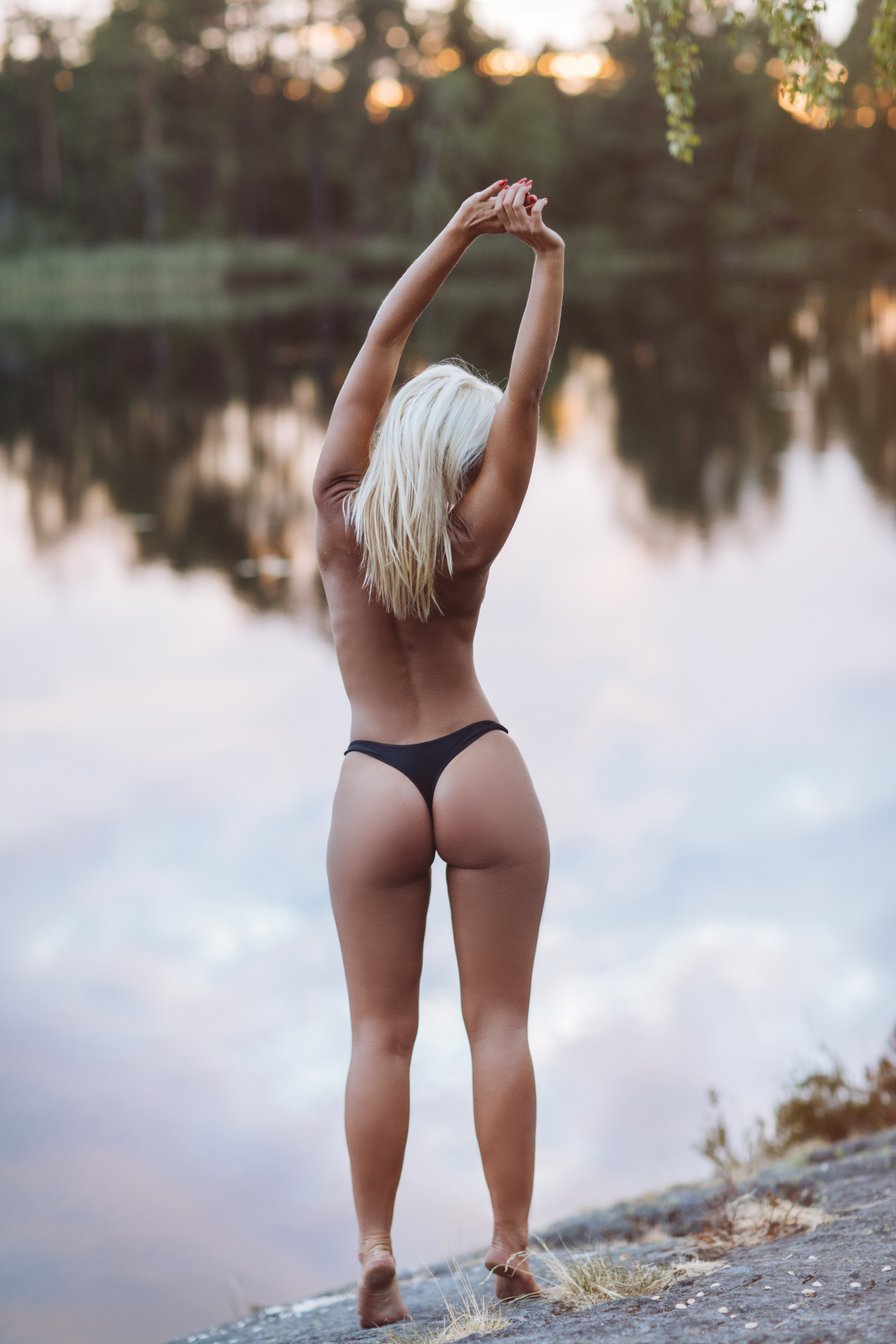
Un string féminin.
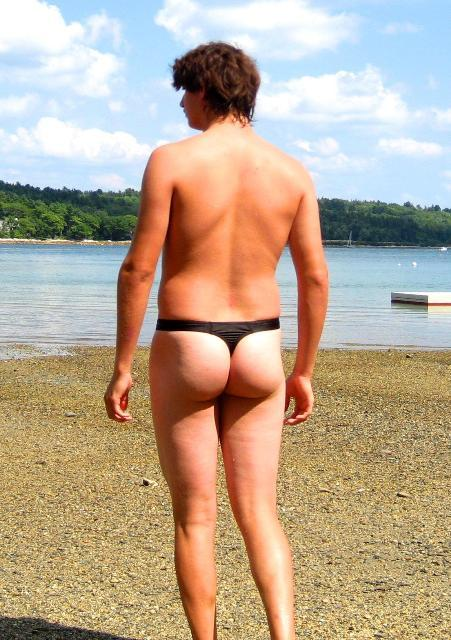
Un string masculin.
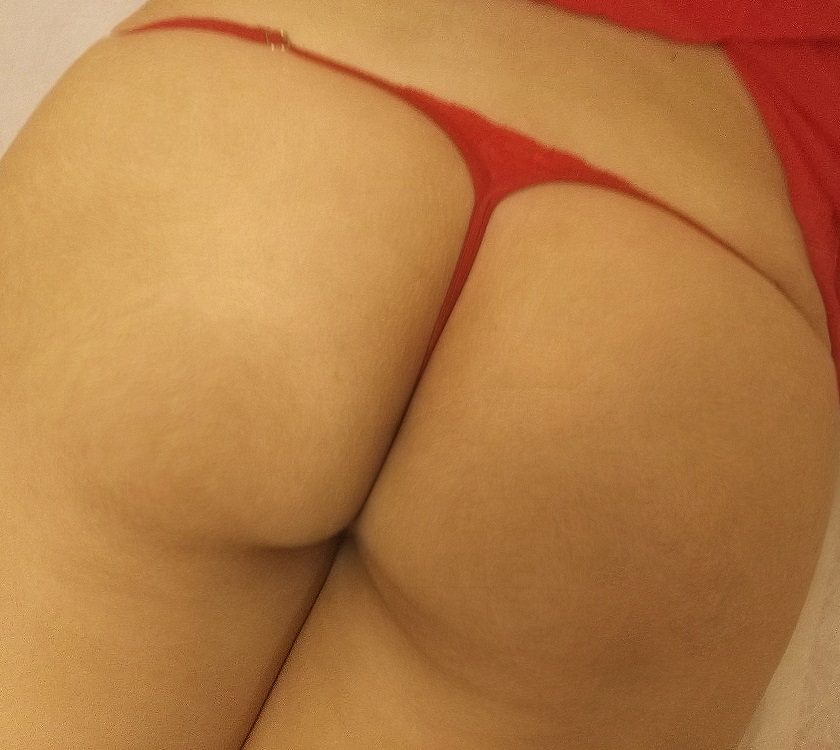
String porté par une femme.
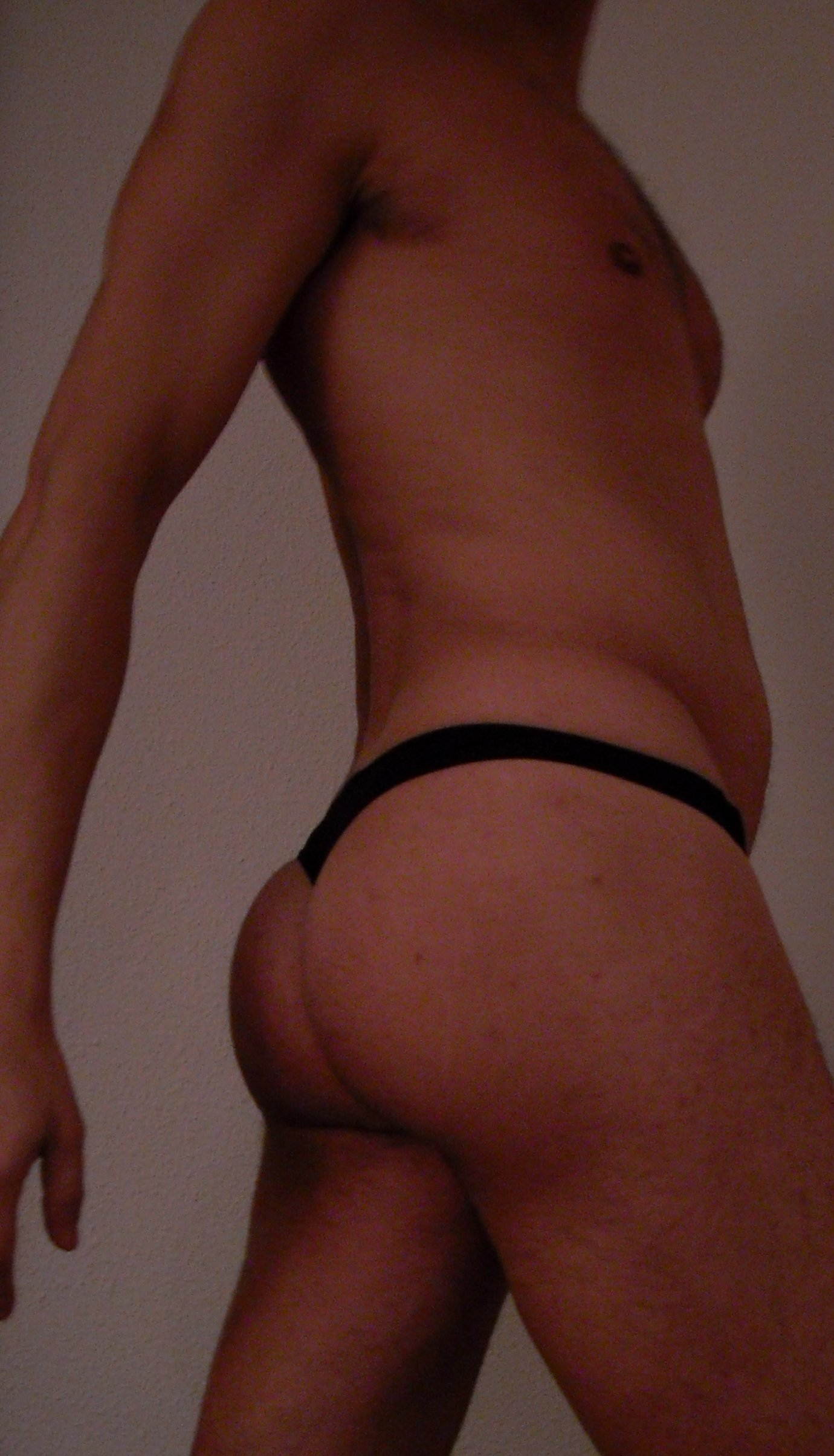
String masculin.
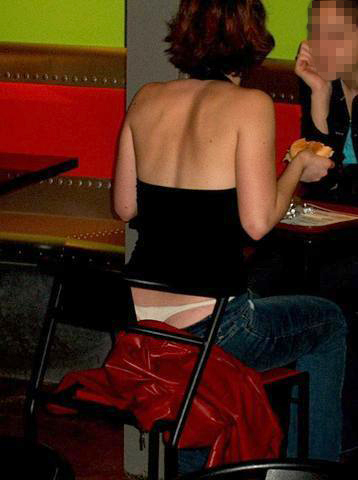
Exemple de string qui dépasse du pantalon, ou queue de baleine (Québec, 2001).

### Chez les femmes
Le string reste un sous-vêtement assez apprécié car il est discret sous certains vêtements mais ses ventes ont nettement baissé ces dernières années car passé de mode pour les nouvelles générations. Il fut même quasiment mis de côté de certains salons de lingerie au profit d'autres formes de lingerie telles que le tanga ou la culotte qui fait son retour,.

### Chez les hommes
Il en existe également des modèles pour hommes.
Aujourd'hui, un grand nombre de créateurs introduisent le string masculin dans leurs collections de sous-vêtements. Même le body string est présent chez les hommes. Même si le modèle masculin n'est pas aussi populaire (environ 10 % des ventes pour hommes), il est de plus en plus souvent porté par ceux-ci, et ne se limite pas à la communauté gay.
Celle-ci délaisse en général le string pour le jockstrap, mal connu de la communauté hétérosexuelle, sportifs exceptés.

#### Le suspensoir
Le jockstrap ou suspensoir est un équivalent du string, bien que sans lien de parenté avec lui.
C'est un sous-vêtement de sport jugé plus viril, largement utilisé par les athlètes en tous genres, américains et anglais. qui se développe également dans les vestiaires des sportifs français notamment au football, au rugby à XV et au tennis ; Yoann Gourcuff, Morgan Parra ou Richard Gasquet l'utilisent.[réf. nécessaire]

## Polémique de l'été 2006
En France, durant l'été 2006 particulièrement chaud, et parallèlement aux discussions sur le port des signes religieux apparents (dont le voile) à l'école, certains politiciens, dont Éric Raoult et Ségolène Royal, se sont indignés que de plus en plus de jeunes filles, dans l’enceinte même des établissements scolaires, optent pour le look nombril et string apparents. Ceci n'est pas expressément interdit par la loi française, mais peut cependant relever du délit d'« exhibition sexuelle ». Une demande a donc été formulée auprès du ministre de l'éducation afin qu'il donne des instructions précises dans le but de faire cesser ces pratiques.
Cette demande avait engendré de vives réactions de la part de personnes estimant qu'il s'agissait de faire primer la morale de quelques-uns sur la liberté de tous. Ils estimaient que la normalisation et la réglementation par l’État de la sphère privée, ou relevant des choix individuels, ne peut conduire qu'à une société de répression, d'exclusion, et à un État totalitaire.
D'autres personnes, soutenant la demande, considèrent quant à elles ces critiques comme caricaturales par leur extrémisme, un établissement scolaire étant un lieu public et non une sphère privée. Toutefois, bien que leurs motivations soient le respect des « bonnes mœurs », ces personnes sont considérées comme faisant le jeu de la confusion entre la morale subjective et le droit, ce qui est décrié par leurs opposants.
Dans le même temps, le maire socialiste de Paris, Bertrand Delanoë, avait pris un arrêté municipal concernant l'édition 2006 de la manifestation Paris Plages, interdisant les tenues dites indécentes (y compris les strings) et les rendant passibles d'une amende de 38 euros. La mairie avait souligné que le but de ce texte était de « se conformer aux bonnes mœurs, à la tranquillité, à la sécurité et à l’ordre public ».

## Affaires judiciaires impliquant un string

### Aux Etats-Unis
Le rapport du procureur Kenneth Starr sur l'affaire Lewinsky contient une description de la séduction du président des États-Unis Bill Clinton par Monica Lewinsky lors de leur première entrevue seul à seul :

« Alors qu'elle flirtait avec lui, elle remonta sa veste et lui laissa voir la ceinture de son string, qui remontait plus haut que son pantalon. »

### En Irlande
En 2018, en Irlande, l'acquittement le 6 novembre d'un homme de 27 ans, accusé du viol d'une jeune fille de 17 ans, a fait scandale du fait que l'avocate de celui-ci, Maître Elizabeth O'Connell, a déclaré que la tenue de la jeune fille, portant un « string avec des dentelles », ne permettait pas d'exclure « la possibilité qu'elle ait été attirée par l'accusé, et qu'elle était disposée à rencontrer quelqu'un, à être avec quelqu'un ».
La polémique est allée jusqu'au Parlement national, lorsque la députée Ruth Coppinger a brandi, le 13 novembre 2018, un string lors d'une séance du Dáil Éireann pour protester contre « l'habitude des tribunaux irlandais de rejeter la responsabilité sur les victimes »,.

## Absence de risque sanitaire chez la femme
Une étude scientifique de 2019 réalisée par une équipe de l'Université du Colorado a démontré qu'il n'existait pas de lien entre le port du string et la probabilité de développer une infection urinaire. L'étude conclut que la probabilité de développer de telles infections est principalement liée aux pratiques sexuelles ainsi qu'au port de sous vêtements en fibres synthétiques, et non à leur forme ou leur style.